# Grimaucourt-en-Woëvre
Grimaucourt-en-Woëvre är en kommun i departementet Meuse i regionen Grand Est (tidigare regionen Lorraine) i nordöstra Frankrike. Kommunen ligger i kantonen Étain som tillhör arrondissementet Verdun. År 2022 hade Grimaucourt-en-Woëvre 97 invånare.

## Befolkningsutveckling
Antalet invånare i kommunen Grimaucourt-en-Woëvre
| Referens: INSEE |